# Klimentka
Klimentka je zaniklá usedlost v Praze 5-Smíchově, která stála při Plzeňské ulici pod přírodní památkou Skalka.

## Historie
Vinici Klimentku vlastnil v 17. století Kliment Ekhart a jeho vnučce patřila roku 1679. Nejpozději na konci 18. století zde vznikla usedlost. Kolem roku 1850 byl jejím majitelem Jan Havránek, kterému patřily i okolní usedlosti Klikovka a Skalka; po něm byla vlastníkem Klimentky rodina Rennerů.
Klasicistní jednopatrová budova měla přiléhající prosté přízemní obdélné hospodářské stavení. Zbořena byla po roce 1910 a její místo zastavěno činžovním domem.